# شيك شاك
شيك شاك (بالإنجليزية: Shake Shack) هي سلسلة مطاعم تأسست في 2004. تقدم الهامبرغر، شطائر النقانق، البطاطس المقلية، الميلك شيك والأطعمة المماثلة. يوجد حاليا أحد عشر مطعما ضمن السلسلة، ستة في مدينة نيويورك.

## لمحة تاريخية
ظهرت شيك شاك لأول مرة في عام 2001، وبدأت كعربة لبيع النقانق في منتزه ماديسون سكوير في نيويورك، ثم اتخذت متجرًا صغيرًا لها داخل المتنزه لبيع الطعام في عام 2004، وصارت تبيع الهامبرغر، والبطاطس المقلية، ومشروب الميلك شيك الذي سمي باسمها، بالإضافة إلى النقانق.
ازدادت شعبية شيك شاك سريعًا، وحققت نجاحًا مبهرًا فكانت واحدة من أسرع سلاسل الأغذية نموًا، وبلغ متوسط عائدات متجر نيويورك 4 ملايين دولارًا أمريكيًا سنويًا، إلى أن أصبحت في النهاية شركة عامة تنتشر مطاعمها في أنحاء الولايات المتحدة في كاليفورنيا، وكونيتيكت، وديلاوير، وواشنطن وفلوريدا، وجورجيا، وإلينوي، وماريلاند، وماساتشوستس، ونيوجيرسي، ونيفادا، وبنسلفانيا، وتكساس. طرحت أسهم الشركة للاكتتاب العام للأسهم في أواخر عام 2014 وبلغ السعر المبدأي لأسهمها في 29 يناير 2015 حوالي 21 دولارًا للسهم، وارتفع في أول أيام التداول بنسبة 123٪ فوصل إلى 47 دولارًا للسهم. حتى وصلت أسعار أسمهمها لأعلى مستوى لها في مايو 2015 والذي بلغ 90 دولارًا للسهم.

## خارج مدينة نيويورك
افتتح أول فرع لسلسلة شيك شاك خارج مدينة نيويورك في يونيو 2010 في رود مول في حي ساوث بيتش بمدينة ميامي بيتش.

## المواقع الدولية

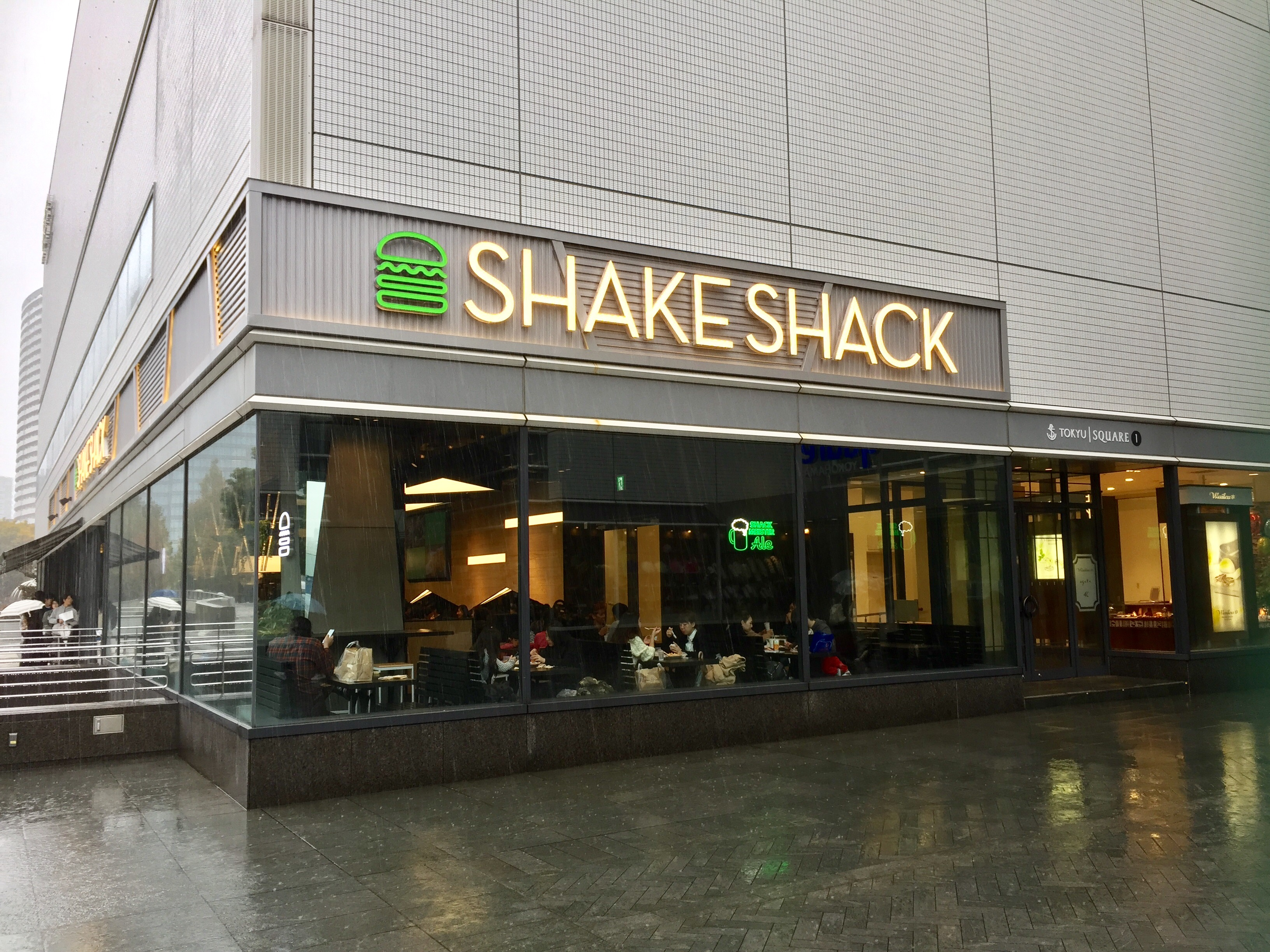
مطعم شيك شاك في ميدان ميناتو ميراي طوكيو في مدينة يوكوهاما في اليابان

تمتلك شركة شيك شاك وتدير حاليًا ما يزيد عن 250 مطعمًا تابعًا لها على مستوى العالم، يعمل بها مالا يقل عن 2300 موظف، منها 189 مطعمًا في الولايات المتحدة الأمريكية وحدها يعمل في كل منها حوالي 45 شخصًا على الأقل.
كان أول فروع سلسة مطاعم شيك شاك في منطقة الشرق الأوسط في الإمارات العربية المتحدة حين افتتحت في أبريل 2011 موقعها الدولي الأول في دبي في مجمع الإمارات التجاري (مول الإمارات).
وفي يوليو 2011، افتتح شيك شاك في مجمع الأفنيوز في مدينة الكويت.
في أبريل 2012 افتتحت شيك شاك موقعها الدولي الثالث في قطر في مجمع فيلاجيو.
افتتح فرع اخر في مدينة دبي في مجمع دبي مول
يوجد فرع في تركيا منطقة تقسيم إسطنبول في شارع الاستقلال
في ديسمبر 2013 افتتح سادس فرع دولي في مدينة جدة -المملكة العربية السعودية-
في أبريل افتتح أول فرع في مملكة البحرين في ستي سنتر
-فتح برياض عام 2015
يوجد فرع في مملكة البحرين بالعاصمة المنامة في مجمع (سيتي سنتر)
افتتحت شيك شاك أول فروعها في سنغافورة في 10 أكتوبر 2018.

## قوائم الطعام

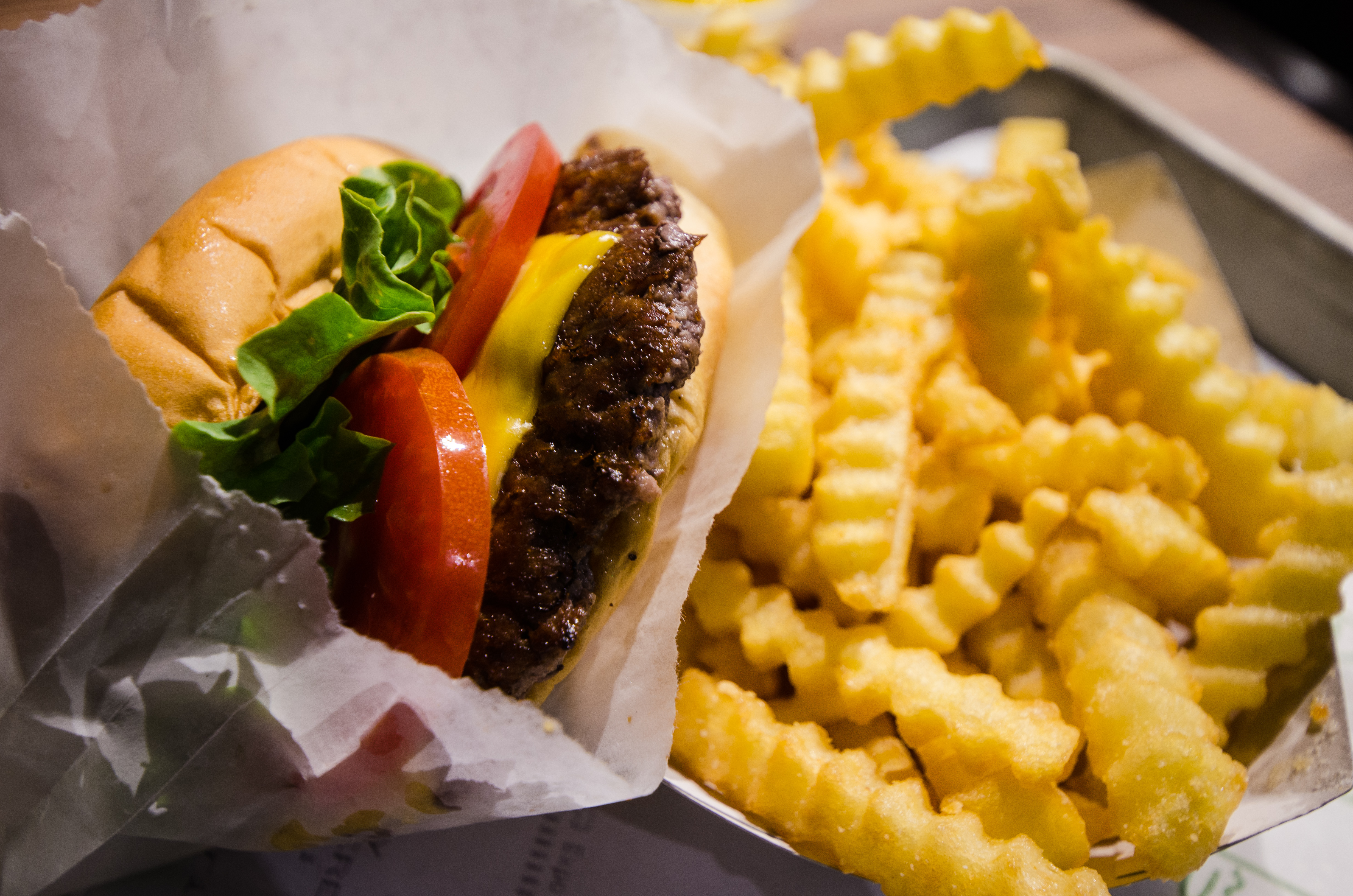
برغر وبطاطس مقلية في شيك شاك

كانت شطائر النقانق هي المنتج الأساسي الذي اشتهرت شيك شاك ببيعه في ماديسون سكوير في البداية ثم توسعت قوائم أطعمتها لتتضمن الهامبرغر، وبرغر الدجاج، والبطاطس المقلية، وتعتبر شطائر برغر شيك شاك هو أشهر منتجاتهم حاليًا، وتباع بشكل فردي أو مزدوج، وتحتوي على شريحة لحم بقري، مع جبن أمريكي، وخس، وطماطم، وصلصة خاصة.
كما تقدم مطاعم شيك شاك الكاسترد المثلج، وبعض المشروبات لعل أشهرها مشروب الميلك شيك الذي سمي باسم المطعم، إلى جانب البيرة والنبيذ.

## وصلات خارجية
- الموقع الرسمي
- Official project webpage on SITE's website نسخة محفوظة 24 سبتمبر 2015 على موقع واي باك مشين.